# Anchisaurus

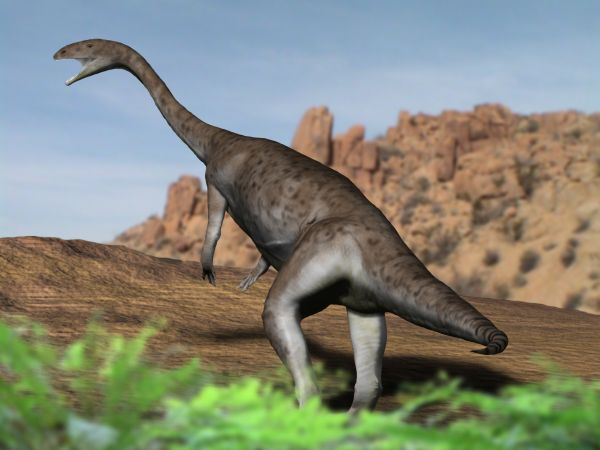
Lebendrekonstruktion von Anchisaurus

Anchisaurus (Synonyme: Megadactylus, Amphisaurus, Yaleosaurus) war ein schlanker, etwa 2,5 Meter langer Dinosaurier aus der Gruppe der Plateosauria. Er lebte im Unterjura (Pliensbachium bis Toarcium) vor ca. 191 bis 174 Millionen Jahren. Fossilien, bestehen aus nahezu vollständig erhaltenen Schädeln und Skeletten wurden im Nordosten der USA in Massachusetts und Connecticut in entsprechend datierten Schichten der Newark-Supergruppe gefunden. 
Die ersten Fossilien eines Anchisaurus wurden bereits 1818 entdeckt, man hielt sie aber für Menschenknochen, da man zu dieser Zeit noch keine Erfahrungen mit Dinosaurierfossilien hatte. Erst 1855, nach dem Fund weiterer Knochen, identifizierte man sie als Reptilienknochen. Eine Beschreibung des Tiers erfolgte 1865 durch Edward Hitchcock und 1885 durch Othniel Charles Marsh.
Es gibt nur eine sichere Art, Anchisaurus polyzelus. Einige in Südafrika gefundene Knochenteile wurden als Gyposaurus capensis beschrieben und 1971 der neuen Art, Anchisaurus capensis zugeschrieben, gelten aber als nomina dubia.

## Merkmale
Anchisaurus war ein kleiner, leicht gebauter Dinosaurier und wurde etwa 2,5 Meter lang und 27 Kilogramm schwer. Unüblich für Prosauropoden hatte seine Schädelfenster für die äußeren Nasenöffnungen weniger als 50 Prozent des Durchmessers der knöchernen Augenhöhlen. Im Oberkiefer hatte er fünf Zähne auf dem Prämaxillare und elf auf dem Maxillare. Die Zähne waren schlank und verlängert. Die Anzahl der Zähne im Unterkiefer ist unbekannt. Das Scheitelbein bestand aus zwei getrennten Knochen.
Ob Anchisaurus ein Fleisch- oder Pflanzenfresser war, ist bisher noch nicht restlos geklärt. Da aber zur Verdauung von Pflanzen ein größerer Verdauungstrakt nötigt ist, nimmt man an, dass sich die Prosauropoden zurück zur Vierfüßigkeit entwickelt haben. Anchisaurus könnte daher ein Zwischenstadium zwischen vierbeinigen Pflanzenfressern und zweibeinigen Fleischfressern darstellen.

## Systematik
Zusammen mit Ammosaurus bildet Anchisaurus die Familie der Anchisauridae innerhalb der Prosauropoden. Als Anchisauridae werden alle Taxa bezeichnet, die Anchisaurus näher stehen als Melanorosaurus.